# Kostel svatého Václava (Paseky nad Jizerou)
Římskokatolický farní kostel svatého Václava v Pasekách nad Jizerou je barokní sakrální stavba. Od roku 1964 je kostel chráněn jako kulturní památka.

## Historie

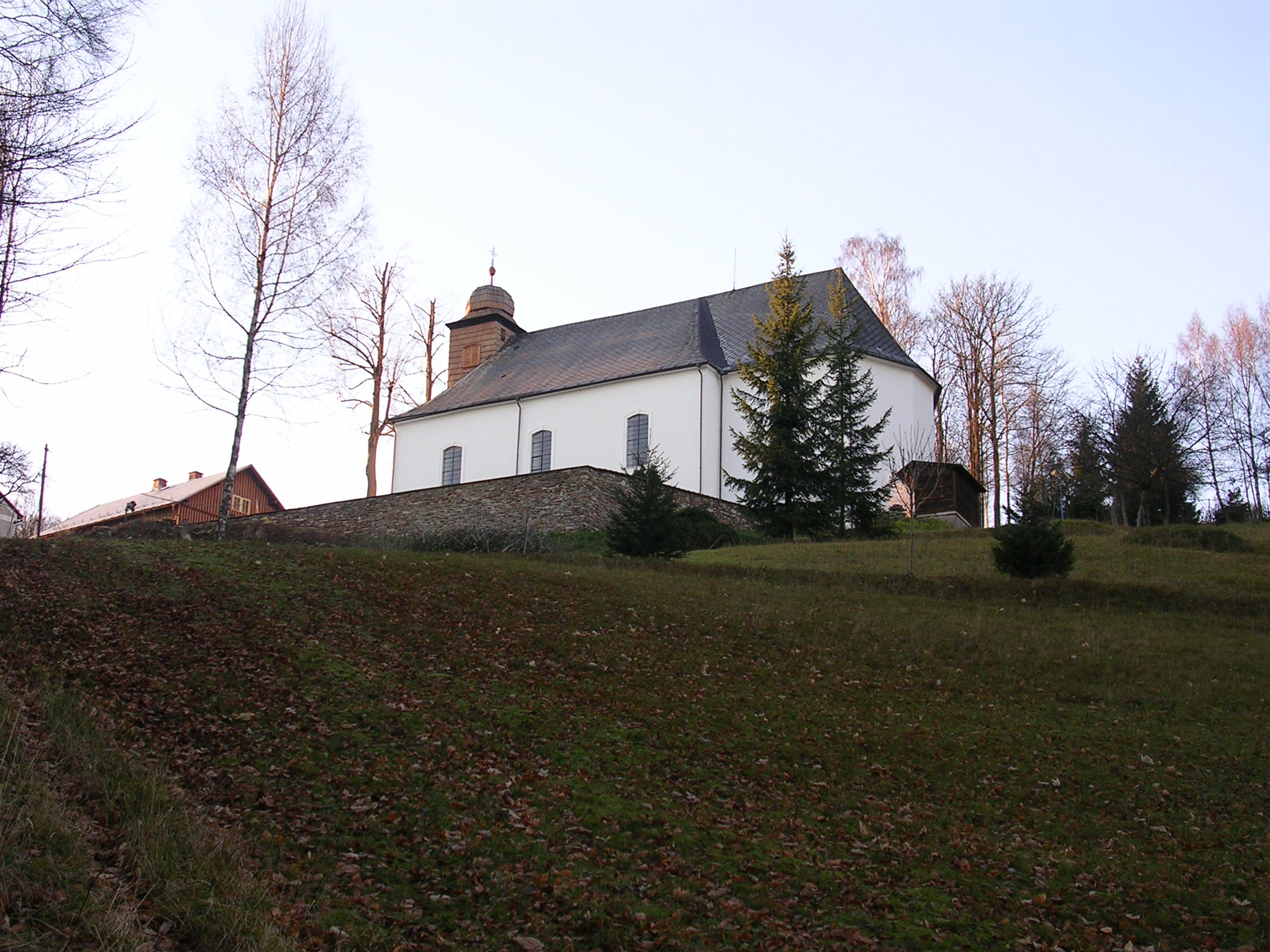
Kostel sv. Václava v Pasekách nad Jizerou od jihovýchodu

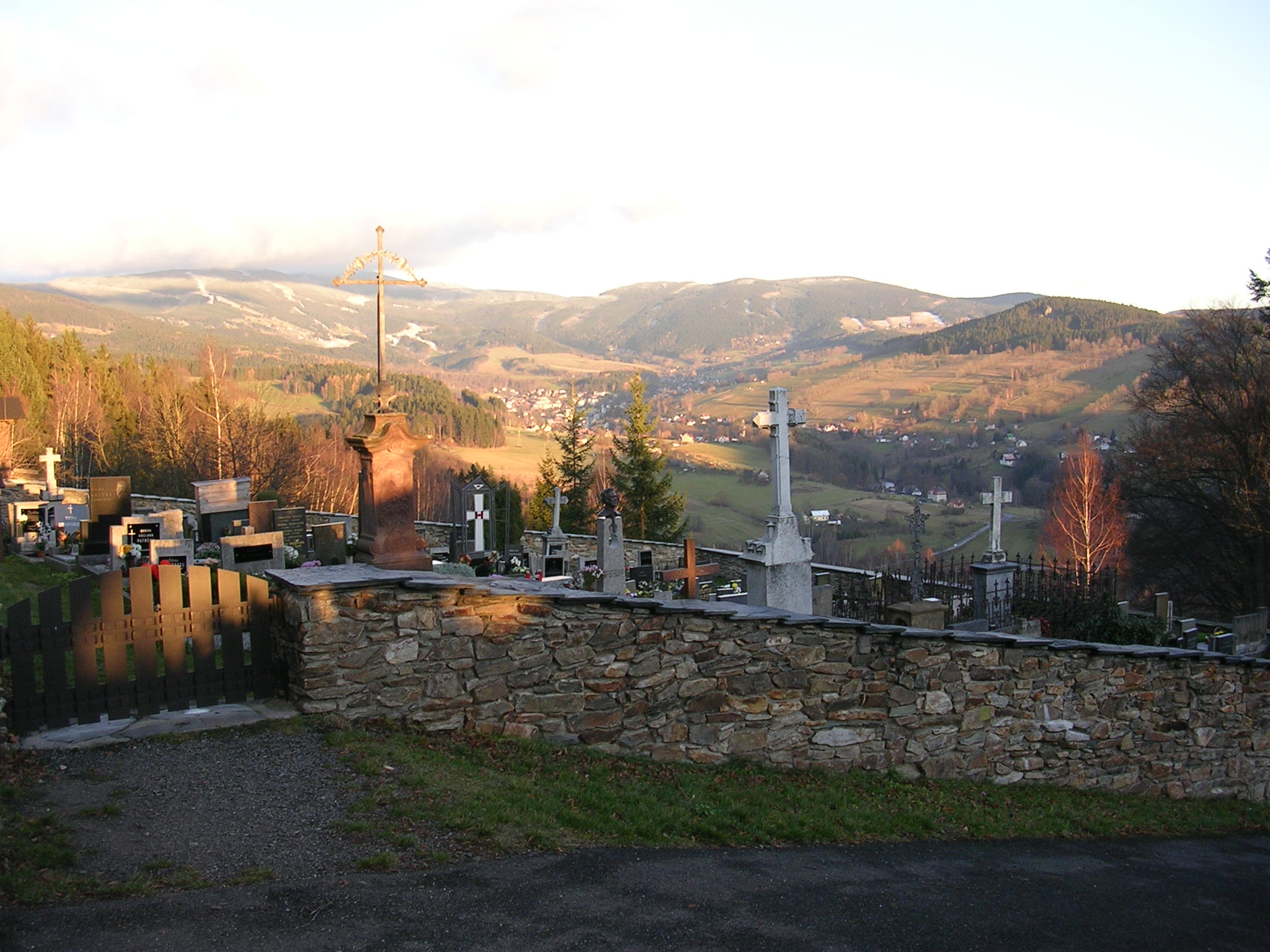
Hřbitov u kostela v Pasekách nad Jizerou

Kostel byl postaven v letech 1787–1789.

## Architektura
Jedná se o jednolodní stavbu se segmentově zakončeným presbytářem. Na severní straně se nachází sakristie a v západním průčelí hranolová věž.
Kostel má uvnitř ploché stropy a zděnou kruchtu, která spočívá na dvou kamenných hranolových pilířcích se štukovou výzdobou.

## Vybavení
Zařízení je jednotné, rokokové a zlidovělé. Pochází ze 2. poloviny 18. století. Hlavní oltář zasvěcený sv. Václavovi je s obrazem od Bartůňka. Pochází z roku 1889. Spodní část oltáře z konce 17. století pochází ze zrušeného kostela ve Staré Boleslavi. V kostele jsou dva protějškové boční oltáře. Jeden se sochou je zasvěcen Panně Marii a druhý, na němž se nachází nový obraz, sv. Janu Nepomuckému.

## Okolí kostela
Kříž před kostelem je z roku 1811. U kostela je hřbitov s ohradní zdí. Nedaleká farní budova již neslouží svému původnímu účelu a je v ní muzeum – Památník Zapadlých vlastenců. Nad pilou stojí socha sv. Jana Nepomuckého z roku 1808.